# 扎亞奇齊
50°41′58″N 24°42′23″E / 50.69944°N 24.70639°E
扎亞奇齊（烏克蘭語：Заячиці），是烏克蘭的村落，位於該國西部沃倫州，由沃洛德米爾區負責管轄，始建於1545年，面積130平方公里，海拔高度213米，2001年人口459，人口密度每平方公里3.53人。